# Louis Pomey
Louis Pomey, né le 3 février 1835 à Paris et mort le 7 septembre 1901 à Gérardmer, est un peintre, poète et parolier français.

## Biographie
Louis Edmond Pomey est le fils de Marie Thérèse Perroncel, couturière en robes, et reconnu par son père Louis Claude Pomey, négociant en vins, par leur mariage en 1842.
Licencié en droit, il est auteur, poète, et traducteur. Il est un proche ami de Pauline Viardot et d'Ivan Tourgueniev. Il rédige les textes de plusieurs chansons dont la version française de La Truite de Franz Schubert.
La famille Viardot est présente lorsque Louis Pomey épouse Jeanne Fawtier (1842-1917) à Nancy, et Ivan Tourgueniev est témoin du mariage. De cette union naît la future artiste peintre Thérèse Pomey (1867-1944).
Il interprète le vieux sorcier Krakamiche (baryton), dans l'opéra de chambre composé par Pauline Viardot et Ivan Tourgueniev, en septembre 1867.
Aux Beaux-Arts de Paris, il est l'élève de Charles Gleyre, Charles Vallet, Timoléon Lobrichon et Florent Willems. 
Peintre de genre, de portraits et de miniatures, il expose au Salon de 1866 à 1901.
Après avoir suivi l'enseignement de son père, Thérèse Pomey expose ses premières toiles au Salon de 1886. L'année suivante Louis Pomey réalise la toile La Fête de la Grand’maman, Portraits de Famille puis plus tard Les Souhaits de Bonne Année.
Il traduit Le Novice (en), de Lermontov, et adapte en vers français les Fables de Phèdre chez Ollendorff.
Il meurt à l'âge de 66 ans à Gérardmer.